# Bichl (Wessobrunn)
Bichl ist ein Gemeindeteil der oberbayerischen Gemeinde Wessobrunn im Landkreis Weilheim-Schongau.
Der Weiler liegt circa zwei Kilometer südlich von Wessobrunn.

## Sehenswürdigkeiten
- Lourdeskapelle, erbaut 1905